# Urwany Żleb (Dolina Rybiego Potoku)

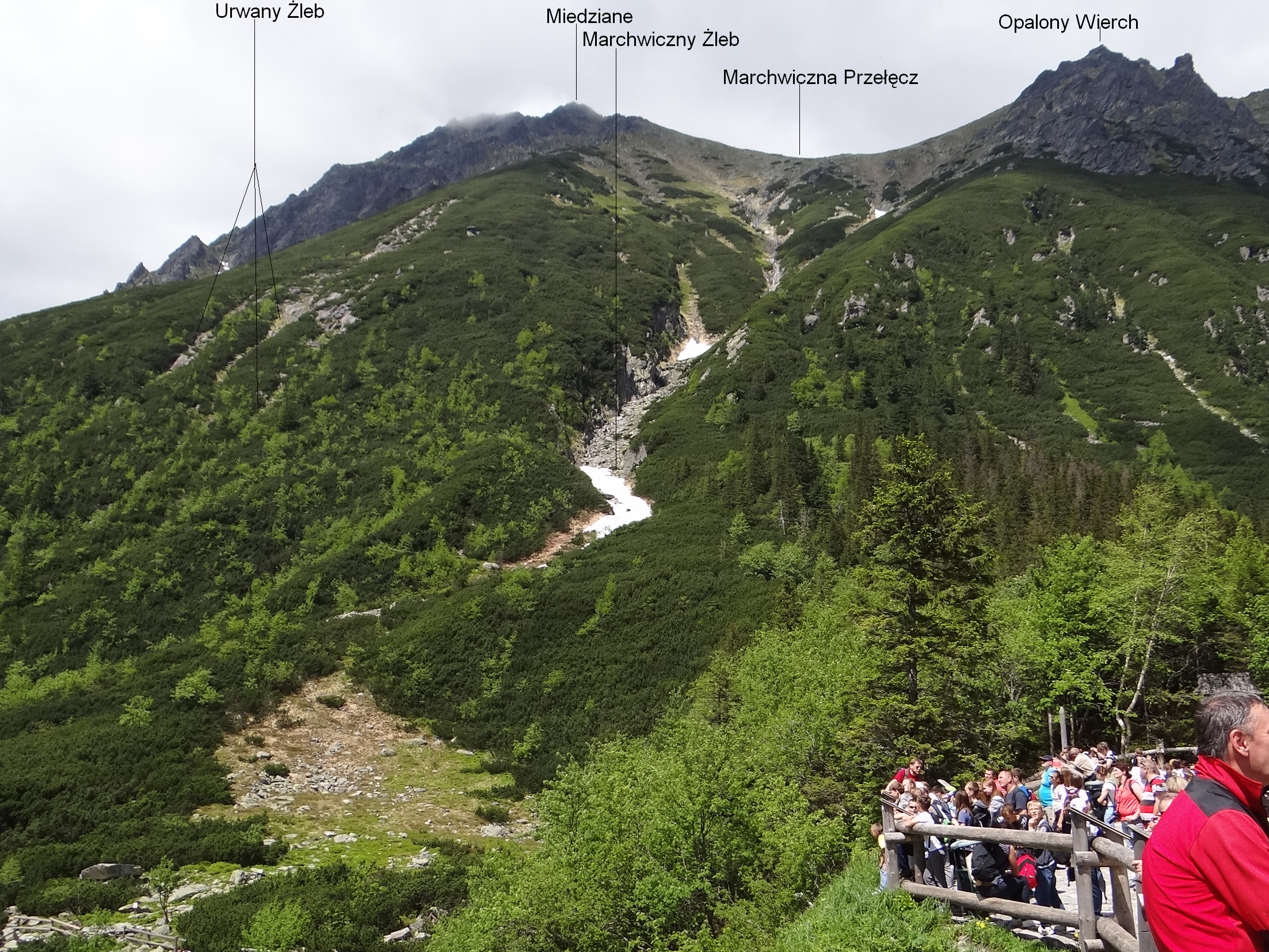
Widok od schroniska nad Morskim Okiem

Urwany Żleb – żleb w południowo-wschodnich stokach Miedzianego w polskich Tatrach Wysokich. Opada do Kotła Morskiego Oka z dolnej części grzędy oddzielającej Szeroki Żleb od Marchwicznego Żlebu. Dolna część tej grzędy to szeroki stok porośnięty lasem i kosodrzewiną. Urwany Żleb powstał w nim w latach 30. XX wieku, gdy w wyniku obrywu po długotrwałych ulewach zsunęła się wraz z kosówką część stoku. Składa się z kilku żlebków. Na początku zimy powstają na nich mało strome lodospady, później żlebki zasypane zostają śniegiem. Zimą przy głębokim śniegu i zagrożeniu lawinowym grzęda, w której znajduje się Urwany Żleb, jest w miarę bezpiecznym i wygodnym sposobem zejścia z Miedzianego lub Marchwicznej Przełęczy.
W żlebie rośnie rzadki w Polsce jarząb nieszpułkowy.

## Szlaki turystyczne
– schronisko PTTK nad Morskim Okiem – Szpiglasowa Przełęcz – rozdroże w Dolinie Pięciu Stawów Polskich.